# Ефект на Щарк
Ефектът на Щарк е изместването и разделянето на спектралните линии на атомите и молекулите в присъствие на външно статично електрично поле. Явлението е открито през 1913 година от германския физик Йоханес Щарк, на чието име е наречено. Сходно явление, но предизвиквано от магнитно поле, е ефектът на Зееман.